# Zimní turnaj Tatry Smíchov
Zimní turnaj Tatry Smíchov byl populární fotbalový turnaj, hraný od prvního ročníku v roce 1958/59 v zimním období na škvárovém hřišti u Železničního mostu v Praze. Turnaje se mimo pořadatele SK Smíchov (v průběhu let pod názvy Spartak Smíchov Tatra nebo od roku 1967 Tatra Smíchov) účastnily i prvoligové, nebo dokonce (pouze jednou v ročníku 1978/79) zahraniční celek: Dynamo Drážďany (z NDR).
Zásluhu na uspořádání turnaje, tehdy nevídané revoluční novinky za účasti předních ligových mužstev měli např. Václav Blažejovský (1920–1986), pozdější trenér československého olympijského týmu či juniorské reprezentace a Josef Rogl (1907–1978), pozdější předseda fotbalového svazu, v civilním životě vedoucí Kanceláře prezidenta republiky pro hospodářskou správu hradu a správce zámku v Lánech.
| Ročník | Rok     | Vítěz                                                                                    | Celků | Další účastníci (SK Smíchov vždy) |
| ------ | ------- | ---------------------------------------------------------------------------------------- | ----- | --- |
| 1.     | 1958/59 | Dynamo Praha B (Slavia)                                                                  | 6     | Dukla Tábor, Lokomotiva Beroun, Dynamo Kobylisy, Lokomotiva Kolín                                                                              |
| 2.     | 1959/60 | Spartak Ústí n. L.                                                                       | 7     | Dukla Praha, Spartak Praha Stalingrad (Bohemians), Spartak Hradec Králové, SONP Kladno, Dynamo Praha (Slavia)                                  |
| 3.     | 1960/61 | Spartak Hradec Králové                                                                   | 7     | Dynamo Praha (Slavia), Spartak Praha Stalingrad (Bohemians), Dukla Praha, SONP Kladno                                                          |
| 4.     | 1961/62 | Dukla Praha                                                                              | 7     | Dynamo Praha (Slavia), Spartak Praha Stalingrad (Bohemians), Spartak Hradec Králové, SONP Kladno                                               |
| 5.     | 1962/63 | Nedohráno po inzultaci rozhodčího v zápase Dynamo Praha (Slavia) - ČKD Praha (Bohemians) | 7     | Spartak Sokolovo Praha (Sparta), Spartak Hradec Králové, Dukla Praha, Spartak Motorlet                                                         |
| 6.     | 1963/64 | Dukla Praha                                                                              | 8     | Slovan Teplice, Spartak Hradec Králové, ČKD Praha (Bohemians), Dynamo Praha (Slavia), dorost ČSSR, Spartak Motorlet                            |
| 7.     | 1964/65 | Spartak Plzeň                                                                            | 5     | ČKD Praha (Bohemians), SONP Kladno, Spartak Motorlet                                                                                           |
| 8.     | 1965/66 | Dukla Praha                                                                              | 7     | SONP Kladno, Bohemians Praha, Union Teplice, Rudá hvězda Cheb, Spartak Hradec Králové                                                          |
| 9.     | 1966/67 | LIAZ Jablonec                                                                            | 9     | Bohemians Praha, SONP Kladno, Dukla Praha, Slavoj Vyšehrad, Dukla Cheb, Viktoria Žižkov, Spartak Radotín                                       |
| 10.    | 1967/68 | Dukla Praha                                                                              | 9     | SONP Kladno, Spartak Vlašim, Viktoria Žižkov, Slavia Praha, Bohemians Praha, dorost ČSSR, LIAZ Jablonec                                        |
| 11.    | 1968/69 | Dukla Praha                                                                              | 12    | Bohemians Praha, SONP Kladno, TŽ Třinec, Sparta Praha, Viktoria Žižkov, Spartak Vlašim, Slavia Praha, LIAZ Jablonec, VTŽ Chomutov, dorost ČSSR |
| 12.    | 1969/70 | Bohemians Praha                                                                          | 10    | Dukla Praha, SONP Kladno, LIAZ Jablonec, Sparta Praha, Spartak Vlašim, Sklo Union Teplice, dorost ČSSR, Viktoria Žižkov                        |
| 13.    | 1970/71 | Škoda Plzeň                                                                              | 10    | SONP Kladno, Sparta Praha, Slavia Praha, Slovan Liberec, Bohemians Praha, Dukla Praha, Viktoria Žižkov, Slovan Ústí n. L.                      |
| 14.    | 1971/72 | Škoda Plzeň                                                                              | 10    | Dukla Praha, Slovan Liberec, Viktoria Žižkov, Spartak Hradec Králové, VCHZ Pardubice, SONP Kladno, Bohemians Praha, Spartak Vlašim             |
| 15.    | 1972/73 | Viktoria Žižkov                                                                          | 8     | Bohemians Praha, Spartak Ústí n. L., Dukla Praha, Sklo Union Teplice, Škoda Plzeň, SONP Kladno                                                 |
| 16.    | 1973/74 | Sparta Praha                                                                             | 8     | SONP Kladno, Viktoria Žižkov, Bohemians Praha, Dukla Praha, Admira Praha 8, Škoda Plzeň                                                        |
| 17.    | 1974/75 | Sparta Praha                                                                             | 7     | Dukla Praha, Bohemians Praha, Viktoria Žižkov, SONP Kladno, Admira Praha 8                                                                     |
| 18.    | 1975/76 | Bohemians Praha                                                                          | 8     | Dukla Praha, Sparta Praha, SONP Kladno, Viktoria Žižkov, Uhelné sklady, tým ČSSR do 21 let                                                     |
| 19.    | 1976/77 | UD Příbram                                                                               | 8     | Sparta Praha, Poldi SONP Kladno, Dukla Praha, Bohemians Praha, Viktoria Žižkov, dorost ČSSR                                                    |
| 20.    | 1977/78 | Sparta Praha                                                                             | 8     | Bohemians Praha, Dukla Praha, SONP Kladno, UD Příbram, BS Vlašim, Viktoria Žižkov                                                              |
| 21.    | 1978/79 | Dukla Praha                                                                              | 10    | Sparta Praha, LIAZ Jablonec, TJ Kolín, Poldi SONP Kladno, Bohemians Praha, Viktoria Žižkov, Sklo Union Teplice, Dynamo Drážďany                |
| 22.    | 1979/80 | Dukla Praha                                                                              | 7     | Sklo Union Teplice, Bohemians Praha, Sparta Praha, Spartak Hradec Králové, UD Příbram                                                          |
| 23.    | 1980/81 | Slavia Praha                                                                             | 6     | Dukla Praha, Sparta Praha, Bohemians Praha, Viktoria Žižkov                                                                                    |
| 24.    | 1981/82 | Dukla Praha                                                                              | 5     | Bohemians Praha, Sparta Praha, Viktoria Žižkov                                                                                                 |
| 25.    | 1983    | Bohemians Praha                                                                          | 6     | reprezentační tým ČSSR, Sparta Praha, Dukla Praha, Viktoria Žižkov                                                                             |
| 26.    | 1984    | Bohemians Praha                                                                          | 6     | Sparta Praha, Slavia Praha, Sklo Union Teplice, Uhelné sklady Praha                                                                            |
| 27.    | 1985    | Dukla Praha                                                                              | 7     | Sparta Praha, Bohemians Praha, Poldi SONP Kladno, Xaverov, Uhelné sklady Praha                                                                 |
| 28.    | 1986    | Bohemians Praha                                                                          | 6     | Sparta Praha, Dukla Praha, Dynamo České Budějovice, Slavoj Vyšehrad                                                                            |
| 29.    | 1987    | Dynamo České Budějovice                                                                  | 6     | Dukla Praha, Bohemians Praha, Škoda Plzeň, Slavoj Vyšehrad                                                                                     |
| 30.    | 1988    | Sparta Praha                                                                             | 7     | Slavia Praha, Bohemians Praha, Dukla Praha, Dynamo České Budějovice, Slavoj Vyšehrad                                                           |
| 31.    | 1989    | Dynamo České Budějovice                                                                  | 7     | Sparta Praha, Bohemians Praha, Dukla Praha, Xaverov, Slavoj Vyšehrad                                                                           |
| 32.    | 1990    | Dukla Praha                                                                              | 7     | Bohemians Praha, RH Spartak Hradec Králové, Dynamo České Budějovice, Xaverov, Slavoj Vyšehrad                                                  |

32. ročník v roce 1990 byl ročníkem posledním.

## Statistiky
Nejvíce týmů se účastnilo 11. ročníku na přelomu let 	1968/69 - 12.
Největší návštěva byla zaznamenána při 26. ročníku - 15 540 diváků.
Nejsuverennějším vítězem v historii se stal v roce 1986 při 28. ročníku celek Bohemians Praha, který neztratil ani bod a jedinou branku dostal až v poslední minutě posledního zápasu od domácí Tatry Smíchov.
Nejvíce dresů v turnaji oblékli:
- Dušan Herda (dorost ČSSR, Slavia, Dukla, Bohemians a Xaverov)
- Jiří Rosický (Sparta, Dukla, Vlašim, Bohemians a Xaverov)

### Vítězové
| Pořadí | Tým                        | Počet |
| ------ | -------------------------- | ----- |
| 1.     | FK Dukla Praha             | 10    |
| 2.     | Bohemians Praha 1905       | 5     |
| 3.     | AC Sparta Praha            | 4     |
| 4.     | FC Viktoria Plzeň          | 3     |
| 5.     | SK Slavia Praha            | 2     |
| 6.     | SK Dynamo České Budějovice | 2     |
| 7.     | FK Ústí nad Labem          | 1     |
| 8.     | FC Hradec Králové          | 1     |
| 9.     | FK Jablonec                | 1     |
| 10.    | FK Viktoria Žižkov         | 1     |
| 11.    | 1. FK Příbram              | 1     |

## Klady a zápory turnaje
Fotbalisté potřebují (dle slov jednoho ze zakladatelů Václava Blažejovského) zimní přípravu na otevřeném hřišti, která nemůže plně nahradit přípravu v hale. Tento turnaj si proto pochvalovali i trenéři reprezentačních týmů. Dalším plusem byla možnost sledování hráčů trenéry různých družstev, příležitost dostávali i hráči z tzv. "B" týmů.
Nevýhodou byla škvára, častá zranění hráčů a zima. Např. Antonín Panenka (v té době ještě ne moc známý, ale mladý, talentovaný fotbalista Bohemians) byl v roce 1972 v zápase s Kladnem zasažen míčem, který mu způsobil výron krve do oka. O oko naštěstí nepřišel, ale rehabilitace trvala téměř pět měsíců.